# Jieshou
Jieshou (界首 ; pinyin : Jièshǒu) est une ville de la province de l'Anhui en Chine. C'est une ville-district placée sous la juridiction de la ville-préfecture de Fuyang.

## Démographie
La population du district était de 722 942 habitants en 1999.

## Économie et environnement
La région de Jieshou est un centre important de recyclage du plomb en Chine, notamment la localité de Tianying qui a été classée en septembre 2007 par l'ONG américaine Blacksmith Institute parmi les dix sites les plus pollués au monde.